# Li Ching (tennis de table)
Dans ce nom chinois, le nom de famille, Li, précède le nom personnel Ching.
Pour les articles homonymes, voir Li et Li Ching.
Li Ching (chinois traditionnel : 李靜 ; chinois simplifié : 李静; jyutping : lei 5 zing 6; pinyin : Lǐ Jìng), né le 7 mars 1975 dans le district de Doumen, en Chine, est un joueur de tennis de table originaire de Hong Kong. Il est principalement connu pour la médaille d'argent de double qu'il a remporté aux Jeux olympiques de 2004, à Athènes. Son plus haut rang au classement mondial ITTF a été 10e.
Il joue en prise porte-plume et est droitier.

## Carrière
Né dans la province du Guangdong, Li Ching rejoint l'équipe nationale chinoise de tennis de table en 1990 et parvient à la deuxième place de la Coupe nationale en simple.
La performance de Li pendant son séjour dans l'équipe chinoise fluctue énormément, principalement en raison de changements de tactique. En 1994, Li se retire de l'équipe pour des raisons de santé et déménage à Hong Kong.
Pendant que Li fait partie de l'équipe de Hong Kong, il s'allie avec Ko Lai Chak en double et atteint le statut de légende après qu'ils ont remporté la médaille d'argent de double aux Jeux olympiques de 2004. En 2006, Li Ching et Ko Lai Chak remportent deux médailles d'or en double aux Jeux asiatiques, organisés à Doha. Durant cette compétition, Li n’est pas aussi performant en double qu'en simple, étant battu en demi-finale.
Li s'est reconvertit entraîneur et a entraîné l'équipe féminine de Hong Kong, qui a remporté la médaille de bronze aux Jeux olympiques d'été de 2020, à Tokyo.